# Maschane
Maschane is een geslacht van vlinders van de familie tandvlinders (Notodontidae).

## Soorten
- M. caesia Felder, 1874
- M. ciliata Felder, 1874
- M. diagonalis Felder, 1874
- M. diversa Dognin, 1911
- M. erratipennis Walker, 1863
- M. fletcheri Thiaucourt, 1984
- M. fragilis Schaus, 1906
- M. frondea Schaus, 1906
- M. germana Schaus, 1906
- M. ochreata Schaus, 1906
- M. pulverea Schaus, 1906
- M. rubricosa Dognin, 1916
- M. simplex Walker, 1863
- M. suavis Jones, 1912
- M. tortricina Felder, 1874